# Rick Moranis
Frederick Alan 'Rick' Moranis (Toronto, 18 april 1953) is een Canadese countryzanger en komisch acteur. Hij won samen met alle acteurs van SCTV Network 90 in 1981 een Emmy Award. Daarnaast kreeg hij in 1990 (individueel) een American Comedy Award voor zijn bijrol in Parenthood.
In de jaren zeventig werkte Moranis als diskjockey bij diverse radiostations in Toronto. Hierna legde hij zich samen met Ken Finkleman toe op stand-upcomedy en werkte hij enige tijd voor de Canadese publieke omroep. In 1980-81 verscheen Moranis voor het eerst op televisie, in de komedieserie Second City TV. In 1983 debuteerde hij vervolgens op het witte doek als Bob McKenzie in The Adventures of Bob & Doug McKenzie: Strange Brew, waarop rollen in onder meer Ghostbusters, The Flintstones en Honey, I Shrunk the Kids volgden.
Moranis verloor in februari 1991 zijn vrouw Anne aan de gevolgen van kanker. Hij kreeg samen met haar twee kinderen.

## Filmografie
- Brother Bear 2 (2006, stem)
- Brother Bear (2003, stem)
- Rudolph the Red-Nosed Reindeer & The Island of Misfit Toys (2001, stem)
- Honey, We Shrunk Ourselves (1997)
- Big Bully (1996)
- The Flintstones (1994)
- Little Giants (1994)
- Splitting Heirs (1993)
- Honey, I Blew Up the Kid (1992)
- L.A. Story (1991)
- My Blue Heaven (1990)
- Honey, I Shrunk the Kids (1989)
- Parenthood (1989)
- Ghostbusters II (1989)
- Spaceballs (1987)
- The Rocket Boy (1987)
- Club Paradise (1986)
- Little Shop of Horrors (1986)
- Head Office (1985)
- Brewster's Millions (1985)
- Ghostbusters (1984)
- Streets of Fire (1984)
- The Wild Life (1984)
- The Adventures of Bob & Doug McKenzie: Strange Brew (1983)

- Bibsys: 98011940
- Biblioteca Nacional de España: XX1169447
- Bibliothèque nationale de France: cb140259224 (data)
- Gemeinsame Normdatei: 17389917X
- International Standard Name Identifier: 0000 0001 1745 5907
- Library of Congress Control Number: n92033067
- MusicBrainz: 2e6e6258-1ecf-444e-8eba-9c334eee2f1e
- Nationale Bibliotheek van Tsjechië: xx0050870
- Nationale bibliotheek van Australië: 35075518
- Nationale Bibliotheek van Israël: 987007374559605171
- Nationale Bibliotheek van Polen: a0000001256730
- Nederlandse Thesaurus van Auteursnamen: 073386863
- Réseau des bibliothèques de Suisse occidentale: 02-A024253277
- SNAC: w6vd81dj
- Système universitaire de documentation: 110302303
- Trove: 819280
- Virtual International Authority File: 14971730
- WorldCat: E39PBJccfKXCk3TKDHJmy48KVC